# ハンドボールポーランド代表
ハンドボールポーランド代表はポーランドハンドボール連盟(ZPRP)によって編成されるポーランドのハンドボールナショナルチームである。

## 成績

### オリンピック
- 銅メダル
  - 1976年

### 世界選手権
- 1958年：5位
- 1967年：12位
- 1970年：14位
- 1974年：4位
- 1978年：6位
- 1982年：3位
- 1986年：14位
- 1990年：11位
- 2003年：10位
- 2007年：2位
- 2009年：3位
- 2011年：8位
- 2013年：9位
- 2015年：3位
- 2017年：17位

### 欧州選手権
- 2002年：15位
- 2004年：16位
- 2006年：10位
- 2008年：7位
- 2010年：4位
- 2012年：9位